# Techachaltitla
Techachaltitla är en ort i Mexiko, tillhörande La Paz kommun i delstaten Mexiko. Techachaltitla ligger i den centrala delen av landet och tillhör Mexico Citys storstadsområde. Orten hade 1 994 invånare vid folkmätningen 2010.